# Шевченко, Виктор Александрович
Виктор Александрович Шевченко (род. 30 августа 1957 года) — российский учёный-растениевод, директор Федерального научного центра гидротехники и мелиорации имени А. Н. Костякова, академик РАН (2022).

## Биография
Родился 30 августа 1957 года.
В 1983 году окончил агрономический факультет МСХА имени К. А. Тимирязева, там же окончил аспирантуру.
В 1989 году защитил кандидатскую, а в 2005 году — докторскую диссертацию.
В 2019 году избран членом-корреспондентом РАН.
В 2022 году избран академиком РАН.
Директор ФГБНУ "Федеральный научный центр гидротехники и мелиорации имени А. Н. Костякова", профессор кафедры растениеводства и луговых экосистем МСХА имени К. А. Тимирязева.

## Научная деятельность
Специалист в области разработки и совершенствования ресурсосберегающих и экологически обоснованных технологий возделывания зерновых и пропашных культур в условиях Нечернозёмной зоны Российской Федерации.
Автор 253 научных работ, из них 20 монографий, 21 учебника и учебных пособий, 7 патентов РФ на изобретение.
Основные научные результаты:
- разработаны новые способы восстановления деградированных мелиорированных сельскохозяйственных угодий и малопродуктивных земель, вовлекаемых в сельскохозяйственный оборот;
- предложены концептуальные подходы для определения биоклиматического потенциала мелиорированных земель Нечернозёмной зоны, определены способы и методы охраны биоклиматических ресурсов с целью производства экологически безопасных продуктов питания;
- научно обоснованы и внедрены в производство перспективные технологии обработки мелиорированных земель для возделывания сельскохозяйственных культур;
- разработана технология использования жидких стоков животноводческих комплексов в качестве основного удобрения на мелиорированных землях;
- проведены широкие исследования по восстановлению плодородия деградированных мелиорированных земель в технологии возделывания зерновых и зернобобовых культур для решения проблемы кормового белка. Результаты внедрены в хозяйствах Нечернозёмной зоны;
- определены перспективы производства растениеводческой продукции на мелиорированных землях Нечернозёмной зоны России по ресурсосберегающим технологиям.

Под его руководством защищено 4 кандидатские диссертации.
Главный редактор журнала «Сельский механизатор» и член редколлегии журнала «Мелиорация и водное хозяйство».

## Награды
- Заслуженный работник высшей школы Российской Федерации (2010)
- Почётный работник высшего профессионального образования Российской Федерации (2007)
- Серебряная медаль ВДНХ (1989, 1991) — за достигнутые успехи в развитии народного хозяйства СССР
- Серебряная медаль Российской агропромышленной выставки «Золотая осень» (2018)
- Бронзовая медаль Российской агропромышленной выставки «Золотая осень» (2018)